# Zischkaia
Zischkaia är ett släkte av fjärilar. Zischkaia ingår i familjen praktfjärilar.
Kladogram enligt Catalogue of Life:
| Zischkaia | \| \| Zischkaia amalda \| \| \| \| \| \| Zischkaia fumata \| \| \| \| \| \| Zischkaia saundersii \| \| \| \| |
|           | \| \| Zischkaia amalda \| \| \| \| \| \| Zischkaia fumata \| \| \| \| \| \| Zischkaia saundersii \| \| \| \| |
|           | Zischkaia amalda                                                                                             |
|           | |
|           | Zischkaia fumata                                                                                             |
|           | |
|           | Zischkaia saundersii                                                                                         |
|           | |